# Komisja Regulaminowa, Etyki i Spraw Senatorskich
Komisja Regulaminowa, Etyki i Spraw Senatorskich wchodzi w skład stałych komisji senackich. Przedmiotem działania komisji są: rozpatrywanie wniosków dotyczących immunitetu parlamentarnego, czynności związane z wnioskiem o pociągnięcie do odpowiedzialności konstytucyjnej senatora przed Trybunałem Stanu, warunki wykonywania mandatu senatorskiego, wygaśnięcie mandatu, rozpatrywanie zarzutów niewykonywania przez senatora obowiązków senatorskich i zachowania nieodpowiadającego godności senatora. Zajmuje się także sprawami z zakresu etyki senatorskiej, analizowaniem oświadczeń senatorów o stanie majątkowym i przedstawianiem wyników analizy Prezydium Senatu. W zakres jej kompetencji wchodzi sprawdzanie działalności biur senatorskich, wyrażanie opinii w sprawach określonych w Regulaminie Senatu dotyczących w szczególności wykładni i stosowania regulaminu, dokonywanie analiz skarg i wniosków kierowanych do Senatu i jego organów oraz rozpatrywanie spraw wynikających z funkcjonowania Kancelarii Senatu. Do końca IV kadencji senatu działała jako Komisja Regulaminowa i Spraw Senatorskich.

## Skład Komisji

### XI kadencja
- Sławomir Rybicki (KO) – przewodniczący,
- Krzysztof Słoń (PiS) – zastępca przewodniczącego,
- Marek Borowski (KO),
- Leszek Galemba (PiS),
- Stanisław Karczewski (PiS),
- Małgorzata Sekuła-Szmajdzińska (Lewica),
- Jacek Trela (Trzecia Droga)[2].

### X kadencja
- Sławomir Rybicki (KO) – przewodniczący,
- Andrzej Kobiak (KO) – zastępca przewodniczącego,
- Krzysztof Słoń (KO) – zastępca przewodniczącego,
- Grzegorz Bierecki (PiS),
- Przemysław Błaszczyk (PiS),
- Marek Borowski (KO),
- Robert Dowhan (KO),
- Michał Kamiński (KP),
- Stanisław Karczewski (PiS),
- Tadeusz Kopeć (PiS),
- Beata Małecka-Libera (KO),
- Barbara Borys-Damięcka (KO)[3],

### IX kadencja
- Sławomir Rybicki (PO-KO) – przewodniczący,
- Leszek Piechota (PO-KO) – zastępca przewodniczącego,
- Krzysztof Słoń (PiS) – zastępca przewodniczącego,
- Przemysław Błaszczyk (PiS),
- Aleksander Bobko (PiS),
- Robert Dowhan (PO-KO),
- Mieczysław Golba (PiS),
- Andrzej Kobiak (PO-KO),
- Tadeusz Kopeć (PiS),
- Maria Pańczyk-Pozdziej (PO-KO),
- Konstanty Radziwiłł (PiS)[4].

### VIII kadencja
- Andrzej Misiołek (PO) – przewodniczący,
- Krzysztof Słoń (PiS) – zastępca przewodniczącego,
- Michał Wojtczak (PO) – zastępca przewodniczącego,
- Mieczysław Augustyn (PO),
- Przemysław Błaszczyk (PiS),
- Stanisław Karczewski (PiS),
- Rafał Muchacki (PO)[5].

### VII kadencja
- Zbigniew Szaleniec (PO) – przewodniczący,
- Zbigniew Meres (PO) – zastępca przewodniczącego,
- Piotr Zientarski (PO) – zastępca przewodniczącego,
- Piotr Andrzejewski (PiS),
- Mieczysław Augustyn (PO),
- Krzysztof Kwiatkowski (PO),
- Stanisław Piotrowicz (PiS),
- Zbigniew Romaszewski (PiS),
- Grażyna Sztark (PO)[6].

### VI kadencja
- Piotr Andrzejewski (PiS) – przewodniczący,
- Mieczysław Augustyn (PO),
- Jacek Dariusz Bachalski (PO),
- Janusz Gałkowski (PiS),
- Dariusz Górecki (PiS),
- Janusz Kubiak (LPR),
- Anna Kurska (PiS),
- Tadeusz Lewandowski (PiS),
- Andrzej Łuczycki (PO),
- Zbigniew Romaszewski (PiS),
- Jerzy Szmit (PiS),
- Antoni Szymański (PiS),
- Piotr Zientarski (PO)[7].

### V kadencja
- Jerzy Adamski (SLD-UP) – przewodniczący,
- Andrzej Spychalski (SLD-UP) – zastępca przewodniczącego,
- Gerard Czaja (SLD-UP),
- Zdzisław Jarmużek (SLD-UP),
- Teresa Liszcz (BS2001),
- Zbigniew Romaszewski (niez.),
- Tadeusz Rzemykowski (SLD-UP),
- Andrzej Chronowski (BS2001; członek Komisji do 19.05.2004 r.),
- Jerzy Cieślak (SLD-UP; zmarł 25.04.2004 r.),
- Zygmunt Cybulski (SLD-UP; członek Komisji do 19.05.2004 r.),
- Genowefa Ferenc (SLD-UP; członek Komisji do 29.11.2001 r.),
- Genowefa Grabowska (SLD-UP; członek Komisji do 13.12.2001 r.),
- Zbigniew Kulak (SLD-UP; członek Komisji do 19.05.2004 r.),
- Irena Kurzępa (SLD-UP; członek Komisji do 05.07.2002 r.),
- Wiesław Pietrzak (SLD-UP; członek Komisji do 13.02.2002 r.),
- Ewa Serocka (SLD-UP; członek Komisji do 19.05.2004 r.),
- Ryszard Sławiński (SLD-UP; członek Komisji do 18.11.2004 r.)[8].

### Prezydium komisji w Senacie IV kadencji
- Ireneusz Zarzycki (AWS) – przewodniczący,
- Paweł Abramski (AWS) – zastępca przewodniczącego[9].

### Prezydium komisji w Senacie III kadencji
- Grzegorz Woźny (SLD) – przewodniczący (od 26.05.95),
- Jan Orzechowski (PSL) – zastępca przewodniczącego,
- Grzegorz Kurczuki (SLD) – przewodniczący (do 26.05.95)[10].

### Prezydium komisji w Senacie II kadencji
- Stefan Śnieżko (KLD) – przewodniczący,
- Piotr Andrzejewski (WAK) – zastępca przewodniczącego[11].

### Prezydium komisji w Senacie I kadencji
- Lech Kozioł (KO-„S”) – przewodniczący[12].